# بسيفوديرما
بسيفوديرما أو سيفوديرما Psephoderma هو جنس من الزواحف البحرية من البلاكودونتيا الذي عاش خلال العصر الترياسي المتاخر، ،عاش من حوالي 210 مليون سنة مضت امتازت سيفوديرما بدرع يشبه نوعا ما صدفة السلحفاة يتكون هذا الدرع من جزئين، استوطن هذا الجنس البحار الترياسية القديمة و يقدر طوله بحوالي مترين.